# 飯田祐子
飯田 祐子（いいだ ゆうこ、1966年 - ）は、日本の日本文学研究者、フェミニスト。名古屋大学教授（2014年より）。元神戸女学院大学教授。専門は日本近現代文学、ジェンダー批評。合気道三段。

## 来歴
愛知県名古屋市に生まれ、小牧市で育った。1989年3月、名古屋大学文学部国語国文学専攻卒業。1995年3月、同大学大学院文学研究科博士課程後期課程満期退学。同年4月、神戸女学院大学文学部の研究助手となる。
1997年9月18日、論文「ジェンダーと日本近代文学 : 明治三十年代から大正中期まで」で名古屋大学より博士（文学）の学位を取得。
1998年6月、『彼らの物語―日本近代文学とジェンダー』を出版。
1999年4月、神戸女学院大学文学部助教授に就任。同年、同大学教授の内田樹が始めた合気道部に入部。
2002年9月から2003年8月までスタンフォード大学で客員教授を務めた。
2006年、合気道部を通じて知り合った医師の佐藤友亮と結婚。
2007年4月、神戸女学院大学文学部教授に就任。
2014年4月、名古屋大学人文学研究科教授に就任。

## 著書

### 単著
- 『彼らの物語―日本近代文学とジェンダー』名古屋大学出版会、1998年6月。ISBN 978-4815803421。
- 『彼女たちの文学―語りにくさと読まれること』名古屋大学出版会、2016年3月。ISBN 978-4815808358。

### 共編著
- 上野千鶴子、千田有紀、赤川学、飯田祐子、中谷文美、荻野美穂、加藤秀一、竹村和子、北田暁大他 著、上野千鶴子 編『構築主義とは何か』勁草書房、2001年2月。ISBN 978-4326652457。
- 小森陽一、成田龍一、北原恵、紅野謙介、伊香俊哉、飯田祐子、斉藤美奈子、ユリア・ミハイロバ、坪井秀人、川村湊他 著、小森陽一、成田龍一 編『日露戦争スタディーズ』2004年2月。ISBN 978-4314009560。
- 飯田祐子、日高佳紀、日比嘉高 編『文学で考える〈日本〉とは何か』翰林書房、2016年10月。ISBN 978-4877374037。
- 高橋修、飯田祐子、サミュエル・ペリー、坪井秀人、中山昭彦他 著、飯田祐子、島村輝、高橋修、中山昭彦 編『少女少年のポリティクス』青弓社、2009年2月。ISBN 978-4787232960。
- 中川成美、石原千秋、千野帽子、清水良典、金子明雄、青木亮人、飯田祐子、明里千章他 著、日本近代文学会関西支部 編『村上春樹と小説の現在』和泉書院、2011年3月10日。ISBN 978-4757605824。
- 小森陽一、夏目房之介、飯田祐子、マイケル・ボーダッシュ、キース・ヴィンセント、安倍オースタッド玲子、朴裕河他 著、フェリス女学院大学日本文学国際会議実行委員会 編『生誕150年 世界文学としての夏目漱石』岩波書店、2017年3月24日。ISBN 978-4000611916。
- 飯田祐子、中谷いずみ、笹尾佳代、尾形明子、サラ・フレデリック他 著、飯田祐子、中谷いずみ、笹尾佳代 編『女性と闘争 : 雑誌「女人芸術」と一九三〇年前後の文化生産』青弓社、2019年5月28日。ISBN 978-4787234537。
- 飯田祐子、中谷いずみ、笹尾佳代、ヘザー・ボーウェン＝ストライク、サラ・フレデリック、サミュエル・ペリー他 著、飯田祐子、中谷いずみ、笹尾佳代 編『プロレタリア文学とジェンダー : 階級・ナラティブ・インターセクショナリティ』青弓社、2022年10月24日。ISBN 978-4787235145。
- 石川巧、飯田祐子、小平麻衣子、金子明雄、日比嘉高 編『文学研究の扉をひらく―基礎と発展』ひつじ書房、2023年2月6日。ISBN 978-4823411366。
- 飯田祐子、小平麻衣子、大串尚代、木村朗子、内藤千珠子、米村みゆき他 著、飯田祐子、小平麻衣子 編『ジェンダー×小説 ガイドブック 日本近現代文学の読み方』ひつじ書房、2023年5月。ISBN 978-4823411922。